# Nepal Rastra Bank
Die Nepal Rastra Bank (NRB, Nepali: नेपाल राष्ट्र बैंक) ist die Zentralbank Nepals mit Sitz in Kathmandu. Die sieben Außenstellen der Bank befinden sich in Biratnagar, Birganj, Dhangadhi, Janakpur, Nepalganj, Pokhara und Siddharthanagar. Am 15. Juli 2008 hatte die Bank eine Bilanzsumme von 211 Mrd. Nepalesischen Rupien.

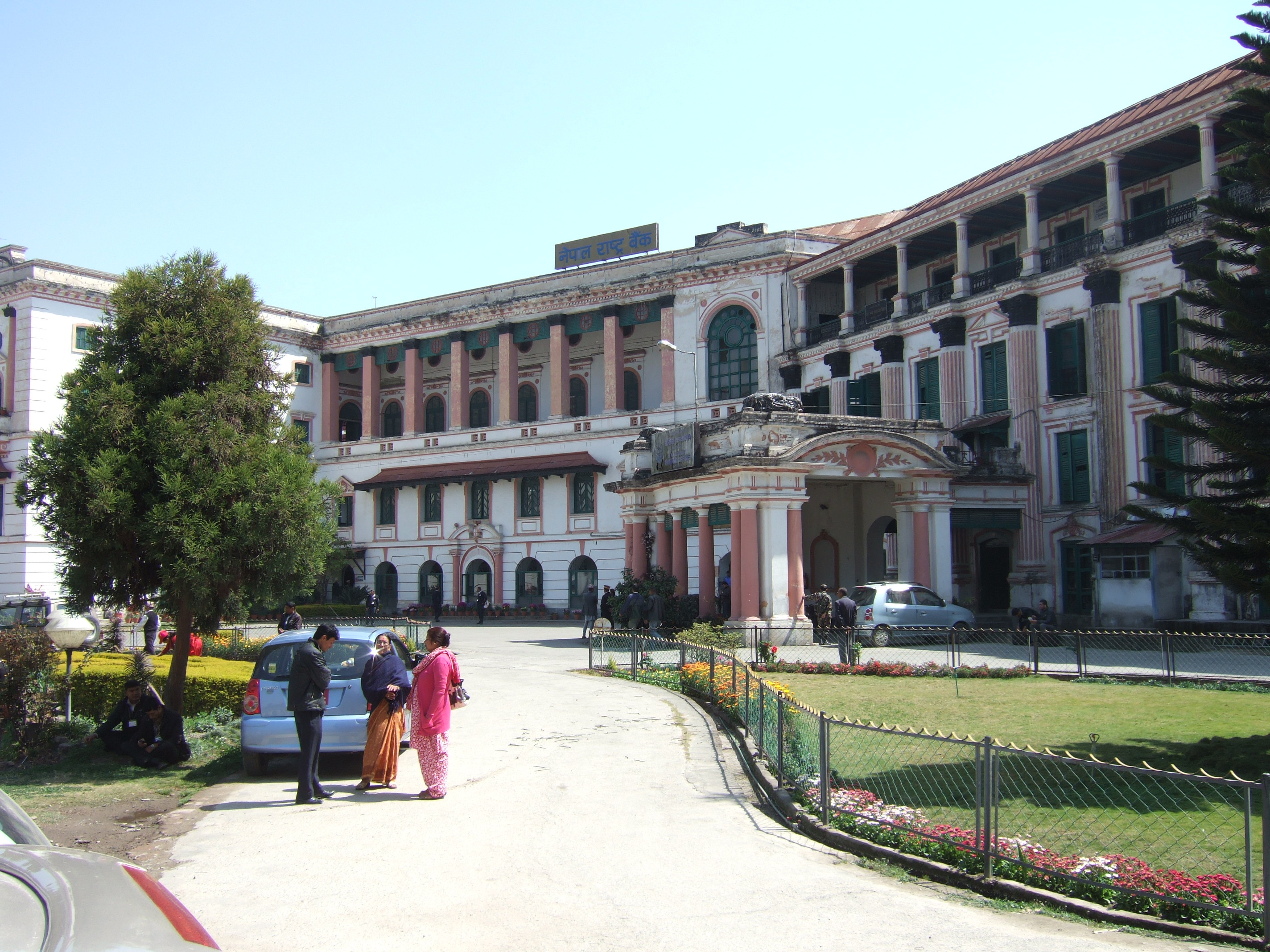
Hauptsitz der Nepal Rastra Bank in Kathmandu

Die Nepal Rastra Bank wurde auf Grundlage des Zentralbankgesetzes von 1955 (Nepal Rastra Bank Act, 2012 (1955)) im Jahr 1956 gegründet. Ein neues Gesetz aus dem Jahr 2002 (Nepal Rastra Bank Act, 2058 (2002)) bestätigte die Funktion als Zentralbank. Am 22. März 2010 wurde Yuba Raj Khatiwada Vorsitzender (Governor) der Bank.
Die Hauptaufgaben der Zentralbank sind die Sicherung der Preisstabilität zur Unterstützung der wirtschaftlichen Entwicklung, die Versorgung des Bankensektors mit Liquidität sowie die Überwachung und Förderung des Bankensektors.